# گلشن (جماعت)
گلشن  جماعت و شهرکی در جنوب‌غربی کشور تاجیکستان است که در ناحیهٔ فرخار ولایت ختلان قرار دارد. جمعیت این جماعت ۹٬۰۶۶ است.